# Listă de absolvenți ai Colegiului Național „Spiru Haret” din București
Mai jos este o listă de absolvenți notabili ai Colegiului Național „Spiru Haret” din București.

## A
- Arșavir Acterian

- Ștefan Andreescu

## B
- Dan Berindei (1941, istoric)
- Ion Victor Bruckner
- Barbu Brezianu
- Iulian Buga

## C
- Costin Cazaban
- Matei Cazacu (1964, istoric)
- Paul Cernovodeanu
- Alexandru Ciorănescu
- Nicolae Ciorănescu
- Ioan Ciorănescu
- Petru Creția (1945, filolog)
- Ileana Constantinescu
- Sergiu Cunescu

## D
- Ioana Diaconescu (1965, poetă)
- Radu Alexandru Dimitrescu (1944, geolog)

## E
- Mircea Eliade
- Alexandru Elian

## F
- Ionel Fuhn (1933, biolog)

## H
- Bedros Horasangian

## I
- Nestor Ignat

## J
- Ioan Jak Rene Juvara

## L
- Dan Amedeo Lăzărescu (1937)

## M
- Cristian Matei
- Grigore Moisil

## N
- Constantin Noica

## P
- Dinu Pillat (1940)
- Liviu Pleșoianu
- Andrei Pleșu
- Adrian Dumitru Popescu-Necșești
- Petru Popescu

## S și Ș
- Alin Savu
- Paul Solacolu
- Nicolae Steinhardt (1929, filozof)
- Nicolae Șchiopu

## T
- Nicolae-Șerban Tanașoca
- Alexandru Teodoreanu
- Aristide Teodorescu
- Nicolae Teodorescu
- George Teodoru

## Vezi și
- Listă de absolvenți ai Colegiului Național Sf. Sava